# M/Y Eje
M/Y Eje är en svensk motoryacht från 1930-talet, troligen från 1932 eller 1936, som tillverkades av Räknäs varv i Gustavsberg. Båten har tillhört varvets grundare, Carl Oskar Karlsson, som sannolikt också byggt den, efter Carl Gustaf Petterssons ritningar. Båten hittades omkring 2005 i en lada inom varvsområdet. Däcket har senare bytts, liksom rodret och en del av kölen. Hon är byggd av furu i kravell på ekspant, inredningen är av mahogny och däcket av oregon pine.Ursprungligt vindrutearrangemang har demonterats och bevarats, för att möjliggöra ett eventuellt återställande. Vid övriga renoveringar som genomförts har så mycket som möjligt behållits i original.

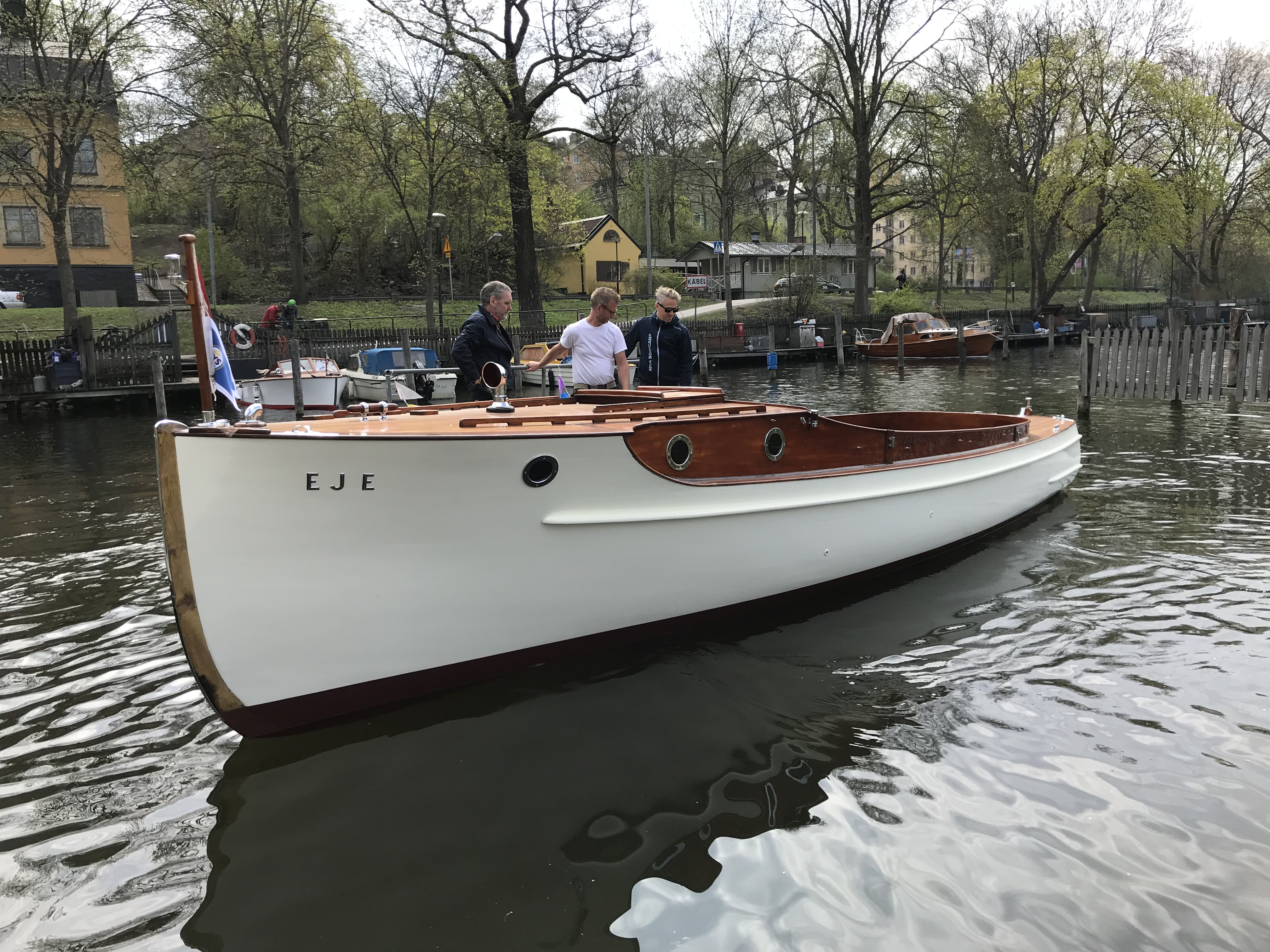
M/Y Eje vid Heleneborgs båtklubb.